# زمان دار
زمان دار (به انگلیسی: The Time Keeper) اثری از داستانهای الهام بخش توسط به قلم میچ آلبوم است.

## خلاصه داستان
دُر، شخصیت اصلی کتاب، اولین انسانی است که شمرد و مخترع اولین ساعت جهان است. به عنوان مجازات او برای اندازه‌گیری زمان، دُر هزاران سال در غاری بالای جهان تبعید می‌شود و تبدیل به پدر زمان می‌شود و باید به هر شخصی که از نداشتن وقت کافی غمگین است، گوش کند و محکوم به شنیدن صدای تمام انسان‌هایی است که برای یک دقیقه و یک ساعت بیشتر التماس می‌کنند.. سرانجام، دُر فرصتی برای بازخرید زندگی خود و بازیابی مجدد آزادی اش دارد. او باید به دو نفر از نظر متفاوت کمک کند تا ارزش مدیریت زمان را درک کنند. یکی دختر نوجوانی به نام سارا لمون است که پس از طلاق والدینش و یک ضربه عشقی از طرف پسر محبوبش، تصمیم به خودکشی گرفته و دیگری تاجر ثروتمندی به نام ویکتور دلامونته است که به سرطان مبتلا می‌شود و می‌خواهد مرگ را از طریق انجماد کریوژنیک دور بزند و خود را زنده نگه دارد و با دانستن اینکه همسرش مخالفت خواهد کرد، تصمیم می‌گیرد که به او نگوید.
دُر سرنوشت خود را با متوقف کردن زمان و نشان دادن آینده این دو نفر به آن‌ها تغییر می‌دهد، جایی که در آن مادر سارا پس از درگذشت او را به شدت غمگین می‌شود و ویکتور در برنامه خود برای یخ زدایی ناکام می‌ماند و تبدیل به یک جسم چروکیده می‌شود.

## بررسی
خاخام جیسون میلر در مورد این کتاب گفت: «زمان، روی مچ و صفحه نمایش رایانه، تلفن‌های همراه و دیوارهای خانه ما است، اما میچ آلبوم به ما می‌آموزد که وقت نگه داشتن راهی برای زندگی نیست.»
یک بررسی در ناشران هفتگی گفت: «آلبوم به طرز ماهرانه ای چندین داستان را به راه می‌اندازد تا یک داستان الهام بخش را ایجاد کند که طرفداران و تازه واردانش را به‌طور یکسان خوشحال کند.»
یک بررسی دیگر در وب سایت Bookreport.com گفت: "آلبوم به خاطر نوشتن در مورد موضوعات ایمانی، مرگ و میر و زندگی پس از مرگ به روشهایی که با خوانندگان طنین انداز می‌شود، شهرت خوبی کسب کرده‌است. در زمان دار، او همین کار را در داستانی انجام می‌دهد که به مردم نیز یادآوری می‌کند که چگونه هر روز سعی کنند زندگی کنند. "
یک بررسی کننده در دزرت نیوز آنلاین نیز از این اثر تقدیر کرد. او نوشت: "میچ آلبوم … با یک کتاب جدید بی نظیر و الهام بخش با عنوان " نگهبان زمان "به داستان نویسی بازمی‌گردد.

## انتشار
نسخه جلد سخت این کتاب در ۴ سپتامبر ۲۰۱۲ منتشر شد.